# Dimitri Gfeller
Dimitri Gfeller (Basilea, 2 aprile 1991) è un giocatore di football americano svizzero che gioca nel ruolo di runningback per gli Helvetic Mercenaries.

## Palmarès
- Swiss Bowl (Bern Grizzlies, 2022)